# Mesobola spinifer
Mesobola spinifer es una especie de peces de la familia de los
Cyprinidae en el orden de los Cypriniformes.

## Morfología
Los machos pueden alcanzar los 5 cm de longitud total.

## Hábitat
Es un pez de agua dulce y de clima tropical.(22 °C-26 °C).

## Distribución geográfica
Se encuentran en África:  cuenca del río Malagarazi y río Ruaha.